# Zoran Ilić
Zoran Ilić (ungarisch Ilics Zoran, serbisch-kyrillisch Зоран Илић; * 2. Januar 2002 in Senta, Bundesrepublik Jugoslawien) ist ein serbisch-ungarischer Handballspieler.

## Karriere

### Verein
Zoran Ilić wechselte 2018 zum ungarischen Rekordmeister Telekom Veszprém, bei dem er zunächst in der zweiten Mannschaft zum Einsatz kam. In der Saison 2019/20 kam der 1,97 m große rechte Rückraumspieler auch in der ersten ungarischen Liga, der K&H-Liga zu ersten Erfahrungen. Ebenso debütierte er in der EHF Champions League 2019/20. In der Saison 2020/21 wurde er an den polnischen Erstligisten Wisła Płock ausgeliehen. Ab 2021 lief er wieder für Veszprém auf. Mit Veszprém gewann er 2023 die Meisterschaft und den Pokal.
Zur Saison 2023/24 wechselte er zum deutschen Bundesligisten Handball Sport Verein Hamburg. Seit dem Sommer 2025 steht er wieder beim polnischen Erstligisten Wisła Płock unter Vertrag.

### Nationalmannschaft
In der ungarischen Nationalmannschaft debütierte er am 4. November 2020 beim 32:29-Sieg gegen Spanien. Mit Ungarn belegte er bei der Weltmeisterschaft 2023 den achten Platz, im Turnier warf er zehn Tore in neun Spielen. Bei der Weltmeisterschaft 2025 warf er 26 Tore in sieben Spielen und belegte mit dem Team den 8. Platz.
Mit der Junioren-Nationalmannschaft belegte er bei der U21-Weltmeisterschaft 2023 den zweiten Platz und wurde in das All-Star-Team gewählt.